# دومین جشنواره سینمایی سپاس
دومین دورهٔ جشنوارهٔ سینمایی سپاس در سال ۱۳۴۹ برگزار شد. جشنواره در این دوره تغییر رویکرد داد و هیئت داوری برای انتخاب بهترین‌ها تشکیل شد. از ۴۹ فیلم تولیدشده در سال ۱۳۴۸ در ایران، ۱۹ فیلم توسط مجلهٔ فیلم و هنر انتخاب و برای داوری به هیئت داوری سپرده شد. در مراسم اهدای جوایز که در ۲۳ اردیبهشت ۱۳۴۹ در نایت کلاب درایوین سینما ونک برگزار شد، قیصر ساختهٔ مسعود کیمیایی بیشترین جوایز جشنواره را از آن خود کرد. در این مراسم که توسط ناصر ملک‌مطیعی و منوچهر نوذری اجرا شد، پوران، عارف، سوسن و رینو سالویاتی برنامه‌هایی اجرا کردند.
در کنار این جشنواره، «نخستین جشنواره فیلم‌های ایرانی» نیز توسط وزارت فرهنگ و هنر از تاریخ ۲۶ اردیبهشت تا ۶ اردبهشت ۱۳۴۹ در تهران برگزار شد.
جشنواره فیلم سپاس، یک جشنواره فیلم غیردولتی بود که در سال ۱۳۴۷ به‌دست علی مرتضوی سردبیر مجلهٔ فیلم و هنر آغاز به کار کرد.

## هیئت داوران
هیئت داوران هفت‌نفره این دوره از کارشناسان رشته‌های مختلف هنری بودند:
1. محمد جعفر محجوب (رئیس هیئت داوران)
2. هرمز فرهت
3. ، عباس پهلوان
4. محمدعلی جعفری
5. میرعبدالرضا دریابیگی
6. اسماعیل نوری‌علاء
7. بهرام ری‌پور

## فیلم‌های منتخب
1. امشب دختری می‌میرد (مصطفی عالمیان)
2. دنیای آبی (صابر رهبر)
3. روسپی (عباس شباویز)
4. قیصر (مسعود کیمیایی)
5. گاو (داریوش مهرجویی)

## برگزیدگان
برگزیدگان دومین دوره جشنواره سپاس به شرح زیر بودند. در این  فیلم قیصر، ۵ جایزه سپاس دریافت کرد:
- بهترین فیلم: قیصر به تهیه‌کنندگی عباس شباویز
- بهترین کارگردان: مسعود کیمیایی برای قیصر
- بهترین بازیگر نقش اول مرد: بهروز وثوقی برای قیصر
- بهترین بازیگر نقش دوم مرد: همایون برای دنیای آبی
- بهترین بازیگر نقش اول زن: آذر شیوا برای روسپی
- بهترین بازیگر نقش دوم زن: ایران دفتری برای قیصر
- بهترین فیلمنامه: غلامحسین ساعدی و داریوش مهرجویی برای گاو
- بهترین موسیقی: اسفندیار منفردزاده برای قیصر
- بهترین فیلم‌برداری سیاه و سفید: قدرت‌الله احسانی برای روسپی
- بهترین فیلم‌برداری رنگی: مصطفی عالمیان برای امشب دختری می‌میرد

## دیگر جوایز
در کنار جوایز اصلی سپاس، انجمن منتقدین ایران دو دیپلم افتخار به فیلم قیصر و بهروز وثوقی اعطا کردند. همچنین از طرف نویسندگان مجله فیلم و هنر، دیپلم یادبود سپنتا به فیلم گاو و ناصر ملک‌مطیعی اهدا شد.

## فیلم‌های شرکت‌کننده
لیست ۱۹ فیلم انتخابی توسط مجلهٔ فیلم و هنر جهت برگزیدن کاندیداهای دریافت دومین دوره جوایز سپاس (به ترتیب تاریخ نمایش در سال ۱۳۴۸): 
| ردیف | نام فیلم          | محصول                          | کارگردان           |
| ---- | ----------------- | ------------------------------ | ------------------ |
| ۱    | سه فراری          | محصول گروه سینماهای متحد تهران | آرامائیس آقامالیان |
| ۲    | دو دل و يك دلبر   | استودیو نقش جهان               | نصرالله وحدت       |
| ۳    | گرفتار            | استودیو پارس فیلم              | محمود کوشان        |
| ۴    | قاتلین هم میگریند | استودیو میثاقیه                | عزیزالله بهادری    |
| ۵    | قهوه خانه قنبر    | پارسا فیلم                     | منوچهر صادق پور    |
| ۶    | نعره طوفان        | استودیو مهرگان فیلم و پیام     | ساموئل خاچیکیان    |
| ۷    | سوگند سکوت        | استودیو عصر طلائی              | ایرج قادری         |
| ۸    | نسل شجاعان        | استودیو پارس فیلم              | اسماعیل کوشان      |
| ۹    | جدابی             | استودیو مهرگان فیلم            | رضا صفایی          |
| ۱۰   | دنیای پر امید     | استودیو مهرگان فیلم            | احمد شیرازی        |
| ۱۱   | روسپی             | استودیو میثاقیه                | عباس شباویز        |
| ۱۲   | قصر زرین          | فیلمکو فیلمز                   | محمدعلی فردین      |
| ۱۳   | مردان روزگار      | پارسا فیلم                     | مازیار پرتو        |
| ۱۴   | بابا کوهی         | فردوسی فیلم                    | داوود ملاپور       |
| ۱۵   | دنیای آبی         | حسامیان و شريك                 | صابر رهبر          |
| ۱۶   | قیصر              | آریانا فیلم                    | مسعود کیمیایی      |
| ۱۷   | امشب دختری میمیرد | سییرا فیلم                     | مصطفی عالمیان      |
| ۱۸   | گاو               | مرکز سینمایی وزارت فرهنگ و هنر | داریوش مهرجویی     |
| ۱۹   | سرود زندگی        | عصر طلایی                      | مهدی رئیس فیروز    |